# Liste der Kulturgüter in Merenschwand
Die Liste der Kulturgüter in Merenschwand enthält alle Objekte in der Gemeinde Merenschwand im Kanton Aargau, die gemäss der Haager Konvention zum Schutz von Kulturgut bei bewaffneten Konflikten, dem Bundesgesetz vom 20. Juni 2014 über den Schutz der Kulturgüter bei bewaffneten Konflikten sowie der Verordnung vom 29. Oktober 2014 über den Schutz der Kulturgüter bei bewaffneten Konflikten unter Schutz stehen.
Objekte der Kategorien A und B sind vollständig in der Liste enthalten, Objekte der Kategorie C fehlen zurzeit (Stand: 1. Januar 2023).

## Kulturgüter
| Foto |                                                                          | Objekt                                 | Kat. | Typ | Standort                                          | Beschreibung |
| ---- | ------------------------------------------------------------------------ | -------------------------------------- | ---- | --- | ------------------------------------------------- | ------------ |
| ja   | Datei hochladen · Wikidata zu Gasthof «Zum Schwanen» (Q1495505)          | Gasthof zum Schwanen KGS-Nr.: 00181    | A    | G   | Bremgartenstrasse 2 670812 / 234761               |              |
| ja   | Datei hochladen · Wikidata zu Katholische Pfarrkirche (Q2083212)         | Katholische Pfarrkirche KGS-Nr.: 00182 | A    | G   | Kirchplatz 2.2 670917 / 234784                    |              |
| BW   | Datei hochladen · Wikidata zu Spittel (Q29580080)                        | Spittel KGS-Nr.: 15578                 | B    | G   | Schwanenstrasse 7 670839 / 234846                 |              |
| BW   | Datei hochladen · Wikidata zu Baptist-Fischer-Haus (Q29580071)           | Baptist-Fischer-Haus KGS-Nr.: 15579    | B    | G   | Büelstrasse 19 670857 / 234533                    |              |
| BW   | Datei hochladen · Wikidata zu Dorfbrunnen (Q29580075)                    | Dorfbrunnen KGS-Nr.: 15580             | B    | K   | Zürichstrasse / Bremgartenstrasse 670869 / 234722 |              |
| ja   | Datei hochladen · Wikidata zu Bauernhaus (Q29580073)                     | Bauernhaus KGS-Nr.: 15581              | B    | G   | Unterrüti 17 669984 / 236160                      |              |
| ja   | Datei hochladen · Wikidata zu Kaplanei (Q1563957)                        | Kaplanei KGS-Nr.: 15582                | B    | G   | Kirchplatz 2 670900 / 234809                      |              |
| ja   | Datei hochladen · Wikidata zu Mariahilfkapelle (Merenschwand) (Q1249411) | Mariahilfkapelle KGS-Nr.: 15583        | B    | G   | Unterrüti 2.1 670388 / 235640                     |              |
| ja   | Datei hochladen · Wikidata zu St. Wendelinskapelle (Q2559007)            | Wendelinskapelle KGS-Nr.: 15584        | B    | G   | Hagnau 17.1 673007 / 233658                       |              |